# Kelly Bishop
Kelly Bishop (Carole Bishop) (ur. 28 lutego 1944 w Colorado Springs) – amerykańska aktorka.
Dorastała w Denver, gdzie uczyła się by zostać baletnicą. W wieku 18 lat przeniosła się do Nowego Jorku gdzie dostała pierwszą pracę jako tancerka w Radio City Music Hall. Później występowała jako tancerka w Las Vegas i telewizji, aż do roku 1967, gdy dostała rolę w Golden Rainbow, pierwszej roli na Broadwayu. Od roku 1981 jest mężatką (mąż Lee Leonard).
Po wygraniu kilku nagród przeniosła się do Los Angeles. Najważniejszy film to Niezamężna kobieta, jednak największą popularność przyniosła jej rola matki Babe (Jennifer Grey) w Dirty Dancing.

## Filmografia
- 1968: Tylko jedno życie
- 1978: Niezamężna kobieta
- 1981: Advice To The Lovelorn
- 1982: O’Hara’s Wife
- 1985: The Recovery Room
- 1986: Solarbabies
- 1987: Dirty Dancing
- 1988: Ja i on
- 1988: The Thorns
- 1991: Przyjaciele w Queens
- 1992: Summer Stories: The Mall
- 1993: Szósty stopień oddalenia
- 1995: Ryzykowne związki
- 1995: Rapsodia Miami
- 1997: Części intymne
- 2000: Kochane kłopoty
- 2000: Cudowni chłopcy
- 2001: My X-Girlfriend's Wedding Reception